# Panarub
 (juillet 2020).
Panarub est une firme indonésienne, sous-traitante d'Adidas, dont elle produit les crampons. En 2008, des salariés en grève sont licenciés.